# Hlynsk (Oleksandrija)
Hlynsk (ukrainisch Глинськ; russisch Глинск Glinsk) ist ein Dorf im Nordosten der ukrainischen Oblast Kirowohrad mit etwa 1600 Einwohnern (2001).

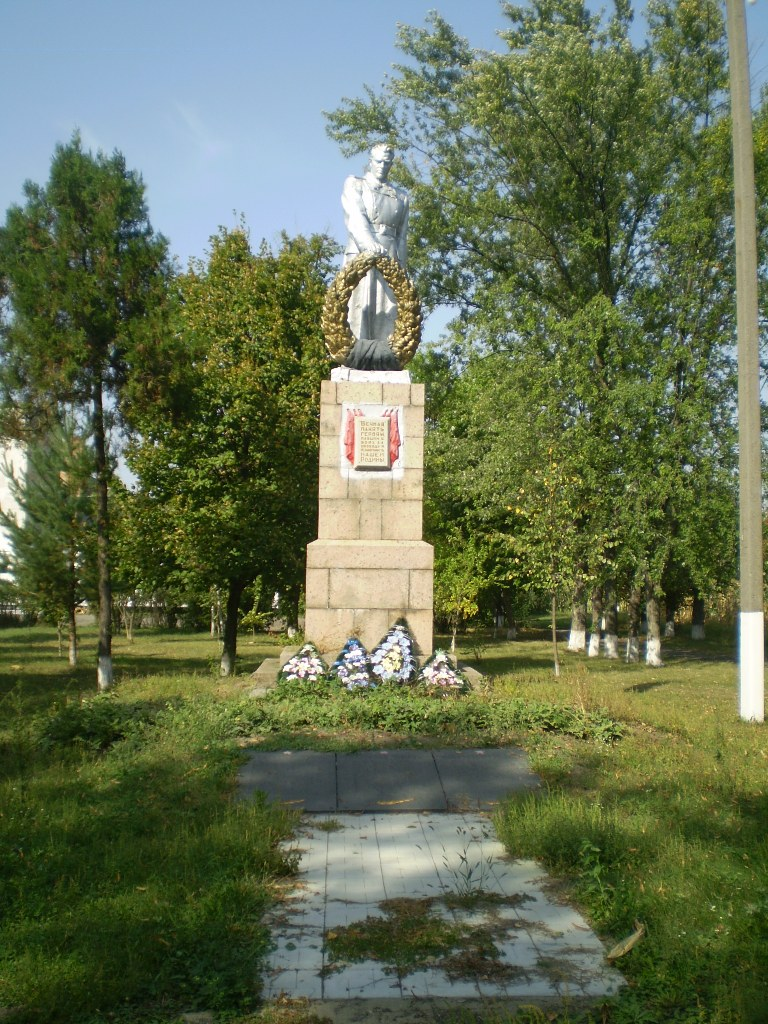
Denkmal im Ort

Die Ortschaft liegt auf einer Höhe von 102 m am Ufer des Zybulnyk (Цибульник), einem 55 km langen, rechten Nebenfluss des Dnepr, 30 km südwestlich vom ehemaligen Rajonzentrum Switlowodsk und 75 km nordöstlich vom Oblastzentrum Kropywnyzkyj. Südlich vom Dorf stößt die Territorialstraße T–12–15 auf die T–12–11.
Das zwischen 1725 und 1730 von den Kosaken des Myrhorod-Regiments gegründete Dorf war im 19. Jahrhundert eine Pfarrei mit fast 10.000 Menschen.
Von 1925 bis 1932 war das Dorf das administrative Zentrum des Rajon Hlynsk, der 15 umliegende Dörfer mit fast 43.000 Einwohnern umfasste.
Am 12. Juni 2020 wurde das Dorf ein Teil der Landgemeinde Welyka Andrussiwka, bis dahin bildete es zusammen mit den Dörfern Arseniwka (Арсенівка), Hanniwka (Ганнівка) und Semyhirja (Семигір'я) die gleichnamige Landratsgemeinde Hlynsk (Глинська сільська рада/Hlynska silska rada) im Westen des Rajons Switlowodsk.
Am 17. Juli 2020 kam es im Zuge einer großen Rajonsreform zum Anschluss des Rajonsgebietes an den Rajon Oleksandrija.

## Söhne und Töchter der Ortschaft
- Wolodymyr Andruschtschenko (Володимир Леонідович Андрущенко; * 1940), ukrainischer Wirtschaftswissenschaftler